# Louis Guyon
Pour les articles homonymes, voir Guyon.
Louis Guyon (vers 1527-1617), (aussi orthographié Loys Guyon) est un médecin et polygraphe, conseiller du roi de France.

## Biographie
Originaire de Dole, Louis Gyon est né vers 1527. Issu d'une bonne famille, son frère est avocat au parlement de Dole et son neveu Étienne Gyon est  jésuite et écrivain. Louis Guyon fait ses études de médecine dans sa ville natale. Médecin de formation, il s'établit à Paris au service du connétable Anne de Montmorency. Il aurait assister au mariage de Marie Stuart à laquelle il apportait souvent des lettres de la part du connétable.
Nommé conseiller du roi, élu à Brive, il s'installe à Uzerche et s'y marie avec une riche héritière de la famille Boyer. En 1605, il devient seigneur de la Nauche, lieu-dit de Vigeois. Mais son activité reste flou, certains affirmant comme Lazare Meyssonier, qu'il est trésorier des finances du roi en Limousin mais pas du tout médecin,. Il entretient des relations avec le lieutenant-général d'Uzerche Pierre de Chavaille puis son successeur Jacques de Chavaille.
C'est dans le Limousin qu'il écrit la plupart de ses ouvrages dans lesquels il détaille de nombreuses particularités de sa région d'adoption. Il a beaucoup voyagé en Europe et connait de nombreuses langues d'Europe jusqu'à l'hébreu.
En 1601, Loys Guyon rapporte la légende de la Belle Ferronnière, maîtresse supposée de François Ier et nom erroné d'un célèbre tableau de Léonard de Vinci. Le mari de cette dernière, contraint de « céder » sa femme, se serait vengé en ayant volontairement attrapé la syphilis auprès de prostituées pour la transmettre à son épouse et au roi.

## Reconnaissance scientifique
Avec le docteur Lazare Meyssonier de Montpellier, il rédige un cours de médecine théorique et pratique, les Diverses Leçons. Ces leçons renferment diverses notions portant sur l'histoire naturelle, l'étymologie — celle du mot « bourguignon », par exemple — , la sorcellerie et les légendes et les fables. Un véritable succès à l'époque, elles seront rééditées sept fois jusqu'en 1678. Il est fortement critiqué par certains de ces contemporains qui le traitent d'"inventeur de scandales" à cause de tous les petites histoires qu'il peut ajouter dans ses récits.
Dès 1594, Louis Guyon compte parmi ses patients Jeanne-Germaine d'Espagne, fille de Jacques-Mathieu d'Espagne, seigneur de Panassac et de Catherine de Narbonne, épouse d'Henri de Noailles. Celle-ci a eu connaissance des bienfaits des eaux d'Encausse. Elle décide de s'y rendre et demande à son médecin de l'accompagner. Personne n'ayant jamais écrit sur les vertus des eaux d'Encausse, le docteur Guyon précise la manière dont doit être conduite une cure : boisson, bains, etc., comment il convient de se nourrir. À la suite de cet ouvrage, sa notoriété grandit et un siècle plus tard, il est encore classé parmi les minéralogistes de France par Nicolas Gobet.
Ses ouvrages sur la médecine lui apportent une notoriété importante au XVIIe siècle tandis que son ouvrage polémique autour des jacqueries de croquants Remontrance a rapidement disparu des bibliothèques . Ses traités de médecine sont utilisés par de nombreux médecins au XVIIIe siècle comme Dominique Villars, avant de tomber dans l'oubli.